# Сан (река)
Сан (на полски: San; на украински: Сян) е река в Югоизточна Полша (Подкарпатско войводство) и по границата с Украйна (Лвовска област), десен приток на Висла. Дължина 433 km, от които около 40 km по границата между Полша и Украйна, площ на водосборния басейн 16 861 km².

## Географска характеристика
Река Сан води началото си на 891 m н.в., от планината Източни Бескиди (част от Западните Карпати), на 0,6 km северозападно от Ужокския проход (889 m), на границата между Полша и Украйна. Първите около 40 km служи за граница между двете държави, след което изцяло навлиза на полска територия. В горното си течение (до град Санок) има предимно северозападно направление и тече в дълбока и тясна долина през северните склонове на Източните Бескиди. След това завива на север, при град Динув – на изток, а след град Пшемишъл – на север и северозапад като в този участък тече през хълмиста равнина в сравнително широка долина. От град Ярослав до устието си пресича югоизточната част на Сандомежката низина в широка и плитка долина и спокойно течение. Влива се отдясно в река Висла, на 138 m н.в., на 22 km северозападно от град Стальова Воля (Подкарпатско войводство).
Водосборният басейн на Сан обхваща площ от 16 861 km², което представлява 8,49% от водосборния басейн на Висла, от които 14 390 km² се намират в Полша, а останалите 2471 km² – на територията на Украйна. Речната ѝ мрежа е двустранно развита, с повече десни притоци, но най-дългият ѝ приток е ляв. На север, североизток и запад водосборният басейн на Сан граничи с водосборните басейни на реките Вепш, Западен Буг, Вислока и Ленг (десни притоци на Висла), а на югоизток и юг – с водосборните басейни на реките Днестър и Дунав (от басейна на Черно море).
Основни притоци:
- леви – Ослава (55 km, 503 km²), Вислок (205 km, 3528 km²);
- десни – Вяр (70 km, 798 km²), Вишня (78 km, 1220 km²), Шкло (76 km, 863 km²), Любачувка (88 km, 1129 km²), Танев (114 km, 2338 km²), Букова (55 km, 662 km²).[1]

Сан има ясно изразено пролетно пълноводие (от февруари до май), дължащо се на снеготопенето в планините и обилните валежи през сезона и лятно маловодие с характерни епизодични прииждания в резултат от поройни дъждове във водосборния ѝ басейн. Среден годишен отток в долното течение 129 m³/sec.

## Стопанско значение, селища
През 1968 г. в горното ѝ течение е изграден Солинският язовир (обем около 500 млн.m³) и мощност на ВЕЦ-ла в основата на преградната му стена 120 Мвт. Голяма част от водите на реката се използват за битово и промишлено водоснабдяване. Долината ѝ е гъсто заселена, като най-големите селища са градовете: Санок, Пшемишъл, Ярослав, Стальова Воля.